# حسن آذرنیا
حسن آذرنیا، (زاده ۶ تیر ۱۳۳۳) بازیکن پیشین و مربی و مدیرعامل فصل ۱۳۹۹–۱۳۹۸ باشگاه فوتبال ماشین‌سازی تبریز در فوتبال ایران است.

## دوران حرفه‌ای
آذرنیا در دوران بازیکنی، سابقه بازی در تراکتورسازی را در کارنامه دارد.

## دوران مربی‌گری
حسن آذرنیا در سال ۱۳۸۶، زمانی که شهرداری تبریز در لیگ آزادگان حضور داشت، وظیفه سرمربی‌گری این باشگاه را بر عهده داشت. آذرنیا با شهرداری در حالی که در نیم‌فصل در جایگاه دوم جدول ایستاده بود؛ اما فصل را با رتبه ششم لیگ به پایان رسانده و از این تیم جدا شد. وی در سال ۱۳۸۹ به عنوان دستیار محمود یاوری در صبای قم فعالیت می‌کرد. او در آبان ماه همان سال به عنوان سرمربی بر روی نیمکت صبا نشست و بعد از دو بازی اخراج شد. آذرنیا در دی ماه ۱۳۸۹ هدایت باشگاه مس سونگون را در لیگ دسته دوم ۹۰–۱۳۸۹ بر عهده گرفت؛ اما در نهایت با این تیم به دسته سوم سقوط کرد.
وی در ۲ تیر ۱۳۹۰ به عنوان سرپرست باشگاه تراکتورسازی انتخاب شد تا اینکه در ۱۲ اردیبهشت ۱۳۹۲ پس از اخراج تونی اولیویرا، از سوی مسئولان باشگاه تراکتورسازی، به عنوان سرمربی موقت این باشگاه در ۲ بازی باقی‌مانده لیگ، به کار گرفته شد. وی پس از کسب پیروزی در این ۲ بازی، در فصل بعد، جای خود را به مجید جلالی داد.